# Materialseilbahn

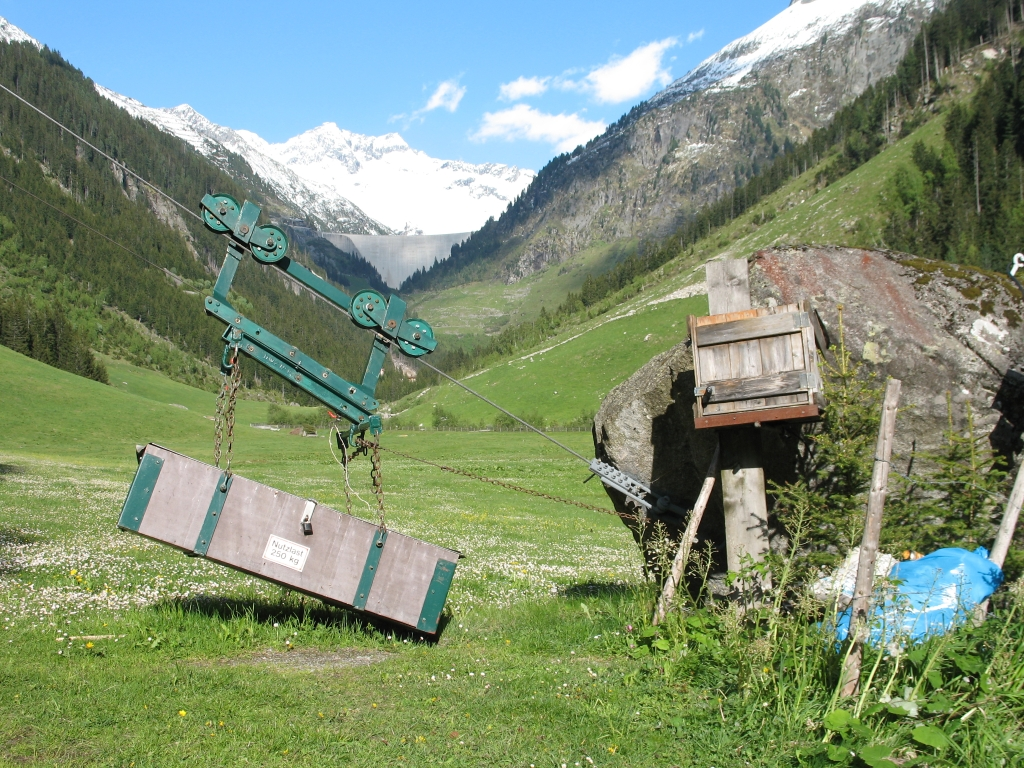
Materialseilbahn im Zillergrund, Tirol.

Eine Materialseilbahn, auch Lastenseilbahn oder Güterseilbahn genannt, ist eine Luftseilbahn, die normalerweise nur für den Transport von Gütern, beispielsweise von Erzen oder Lebensmitteln, zugelassen ist.

## Geschichte
Eine der ältesten Materialseilbahnen war die vom Holländer Adam Wybe im Jahr 1644 errichtete Seilbahn für den Bau einer Bastion bei Danzig. Die Seilbahn war als Einseilumlaufbahn konzipiert, das Material wurde in Eimern transportiert. Der Antrieb erfolgte wahrscheinlich über einen Göpel, als Seil wurde ein Hanftau verwendet. Leistungsfähigere Anlagen waren erst nach der Erfindung des geschlagenen Drahtseils im Jahr 1834 möglich. Das System von Adam Wybe wurde 1868 vom Engländer Charles Hodgson patentiert und später auch als Englisches System bezeichnet. Es war in den USA und dort vor allem in den Bergwerken von Colorado verbreitet.
Der Bergrat Freiherr Franz Fritz von Dücker beschrieb 1861 erstmals die Zweiseilumlaufbahn. Sie besteht aus einem Tragseil, auf dem die Fördermittel auf Rollen laufen, und einem Zugseil, das die Fördermittel bewegt. In den Endstationen werden die Loren zum Füllen und Entleeren vom Zugseil getrennt, was eine Einrichtung erforderlich macht, mit der die Loren im Betrieb am Zugseil festgeklemmt werden konnten. Diese Art von Bahnen wurden in Deutschland durch die Adolf Bleichert und Julius Pohlig gebaut. Die Zweiseilbahnen wurden dementsprechend auch Deutsches System, Bleichertsche oder Ottosche Seilbahnen genannt, wobei Theodor Otto ein Ingenieur war, der zuerst mit Bleichert im Ingenieurbüro für Drahtseilbahnen in Schkeuditz zusammen arbeitete, sich dann aber 1876 von Bleichert trennte und mit Pohlig zusammenarbeitete.
Die Bahnen von Pohlig verwendeten zuerst einen sogenannten Schraubstockkuppelapparat. Die Verbindung der Loren zum Zugseil wurde durch eine Klemme mit Gewinde hergestellt. Das Gewinde wurde von Hand zugedreht und beim Einfahren in die Endstation durch einen Anschlag geöffnet. Später wurde eine Gewichtshebelkupplung verwendet, bei der die Schraubklemme mit einem Gewichtshebel betätigt wurden, der von Führungsschienen in der Abgangs- und Zielstation umgeworfen wurde, um die Klemme zu schließen und zu öffnen.
Bilder (chronologisch)

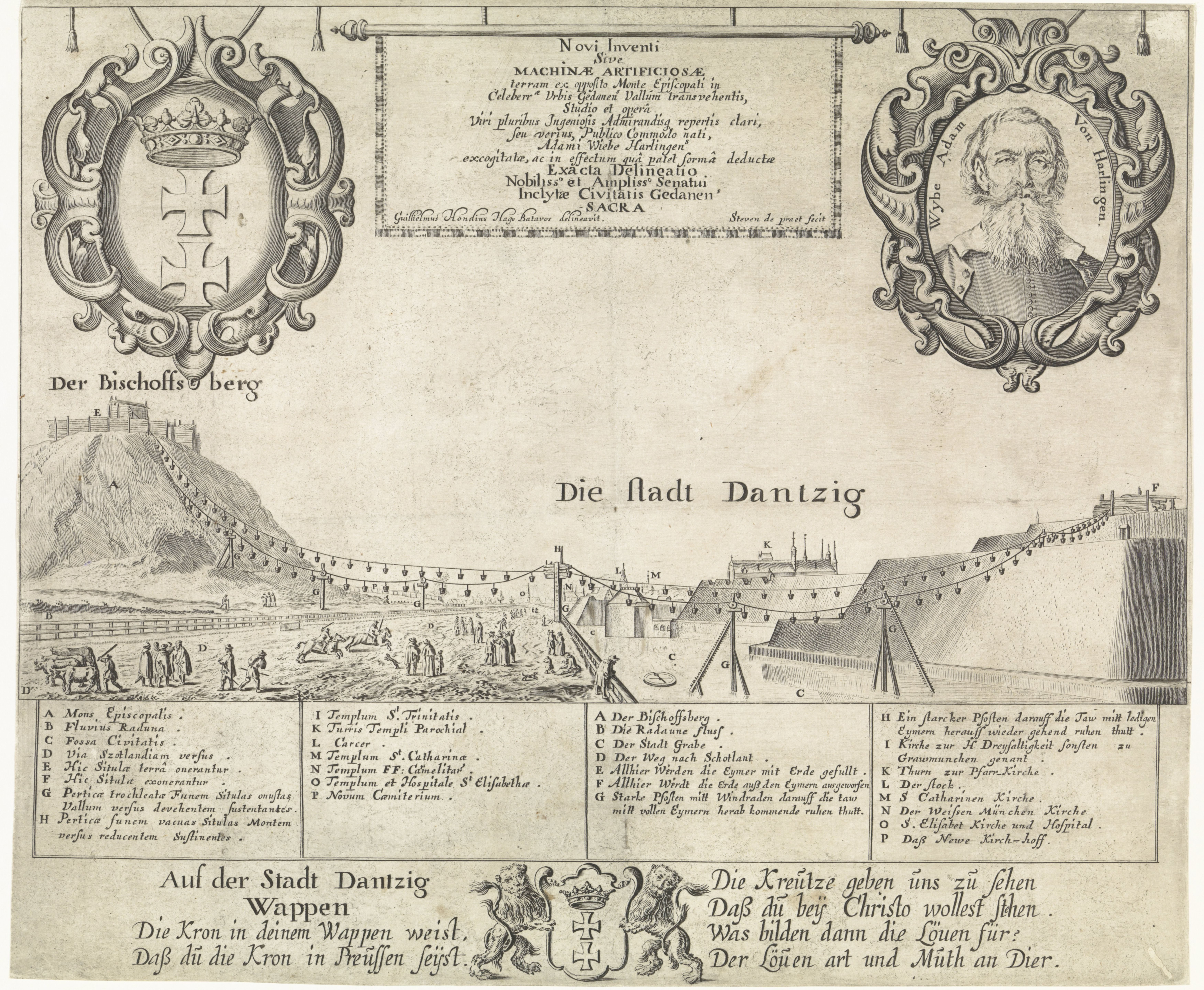
1644: Seilbahn zum Bau einer Bastion in Danzig
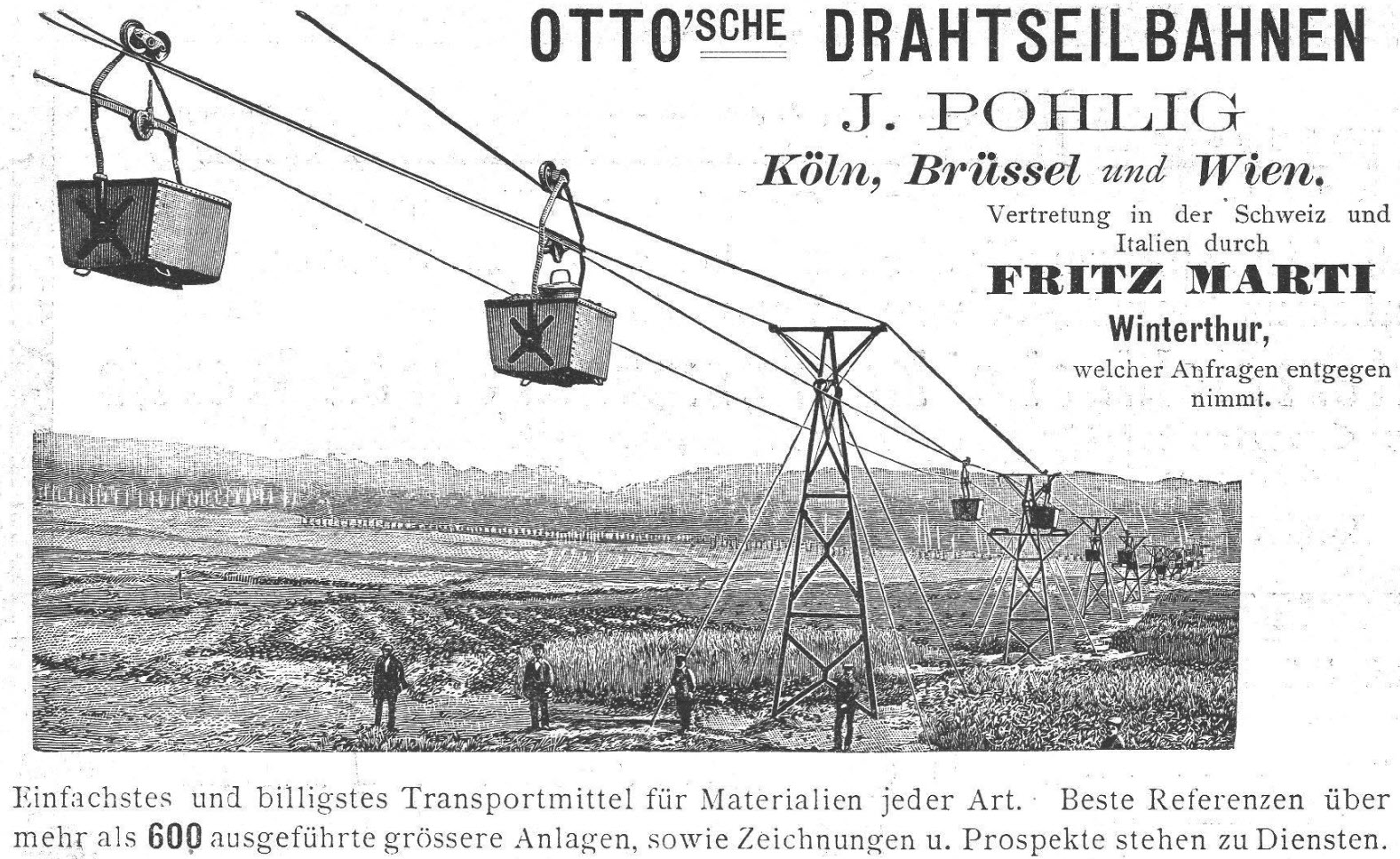
1895: Ottosche Drahtseilbahn mit handbetätigten Schraubstockkupplungsapparaten
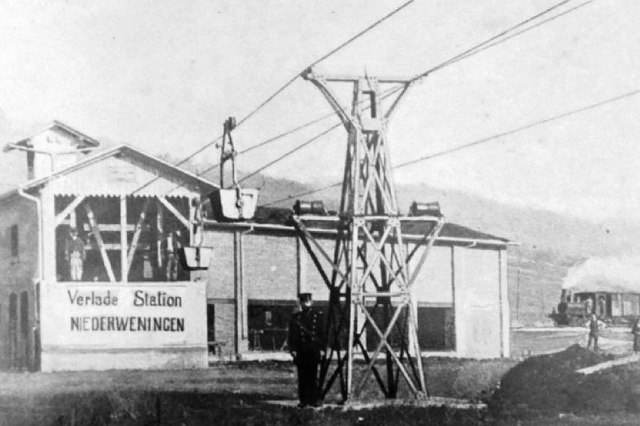
1896: Verladestation Niederweningen der Seilbahn der Zementfabrik Lägern
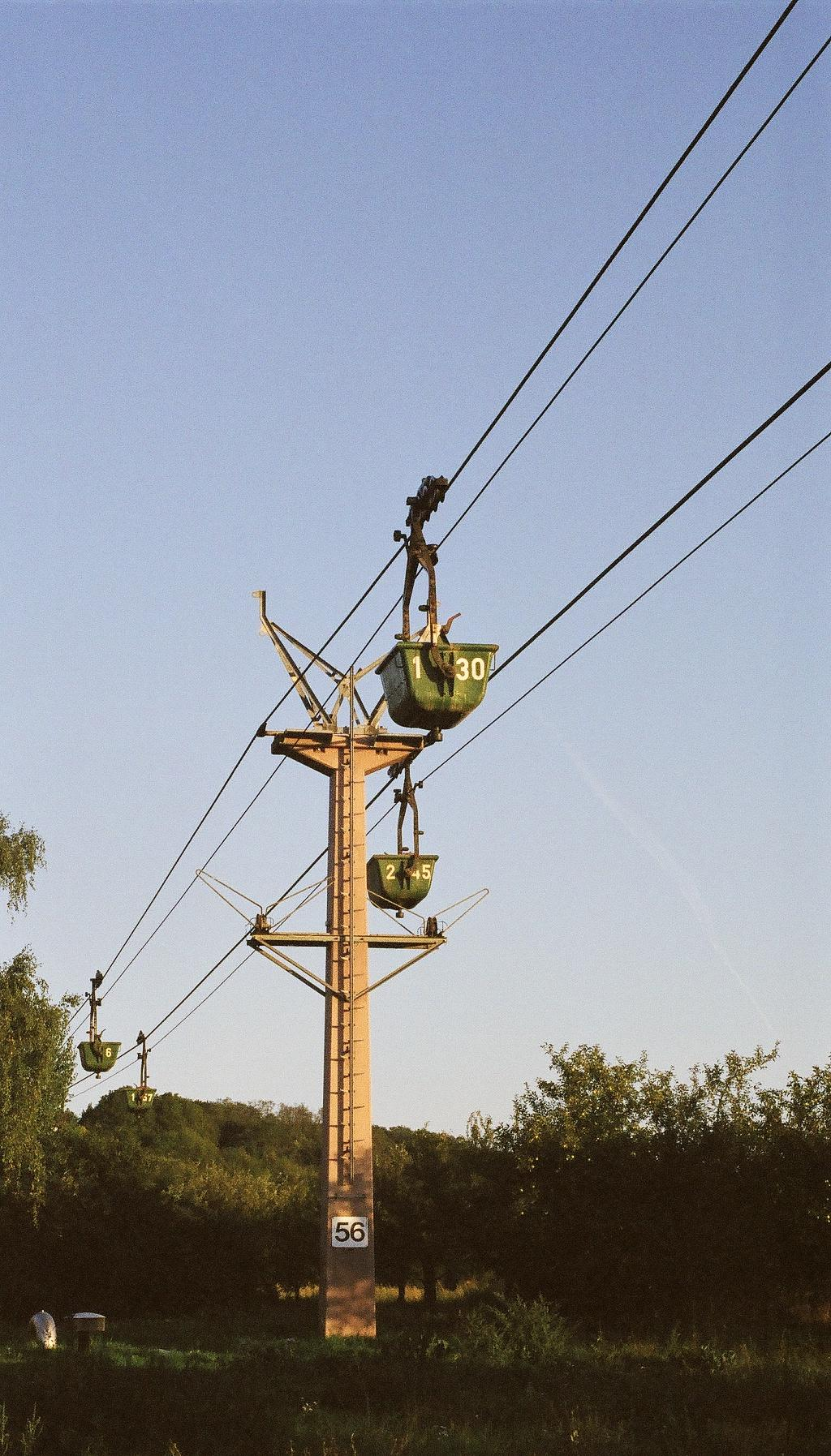
1918: circa fünf Kilometer lange Materialseilbahn Leimen–Nußloch
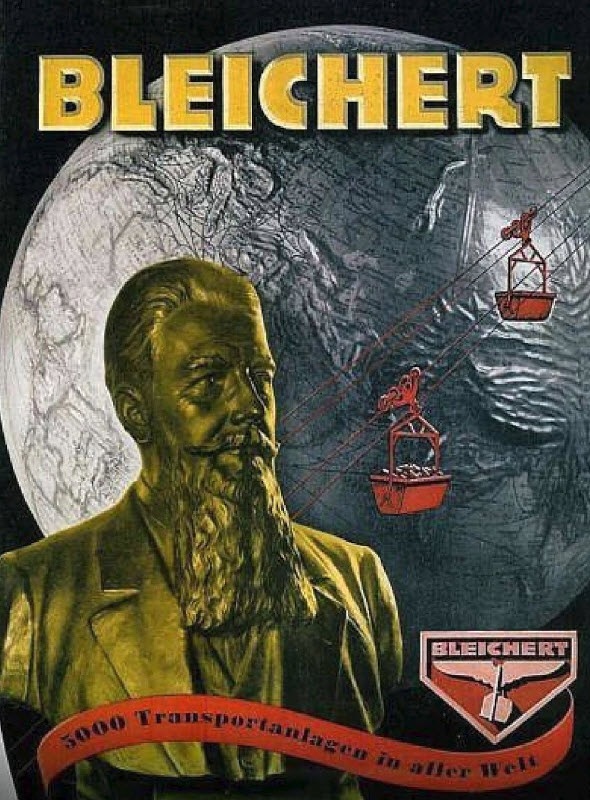
1935: Inserat der Fa. Bleichert
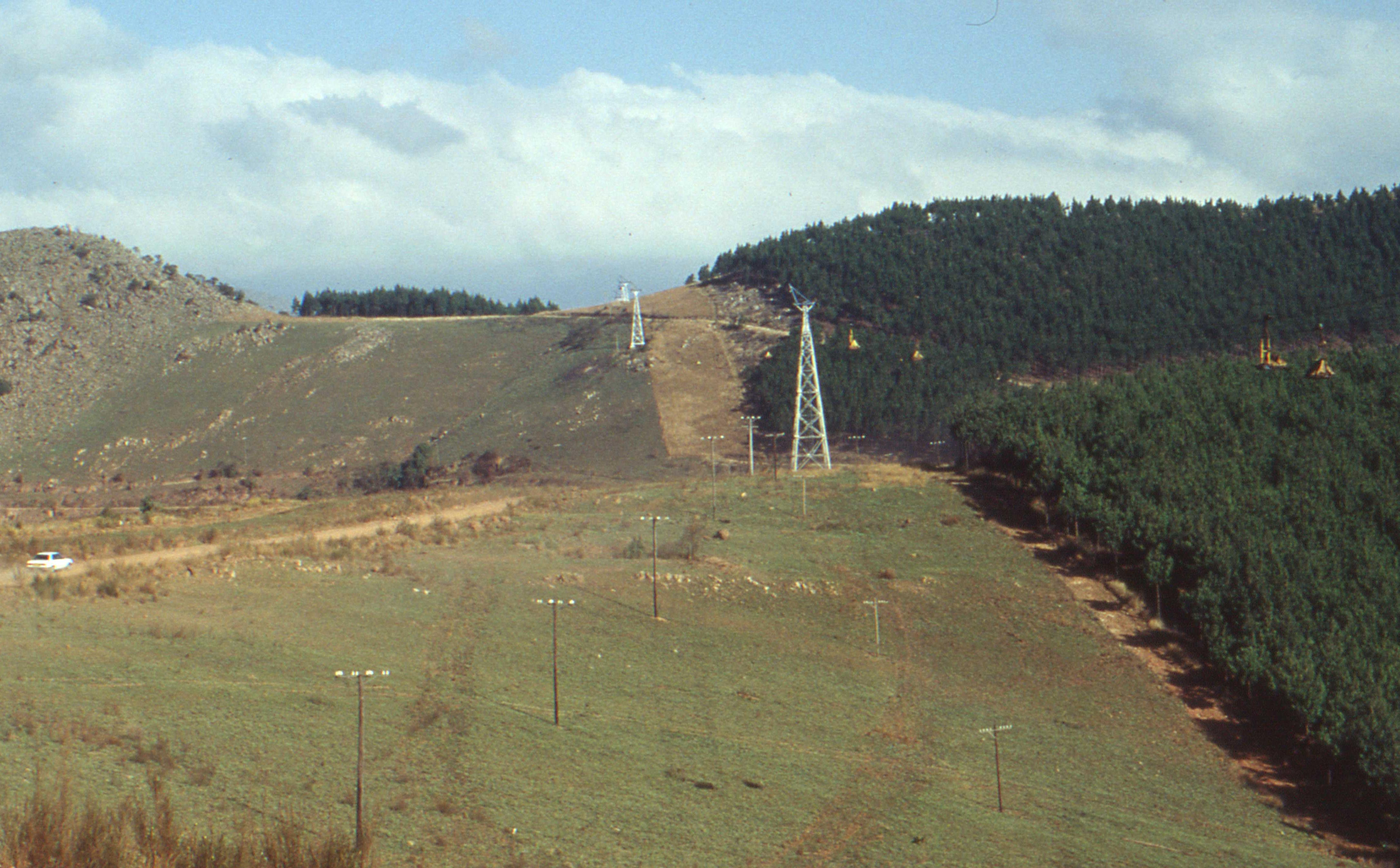
1939: Materialseilbahn Bulembu–Barberton an ihrem höchsten Punkt
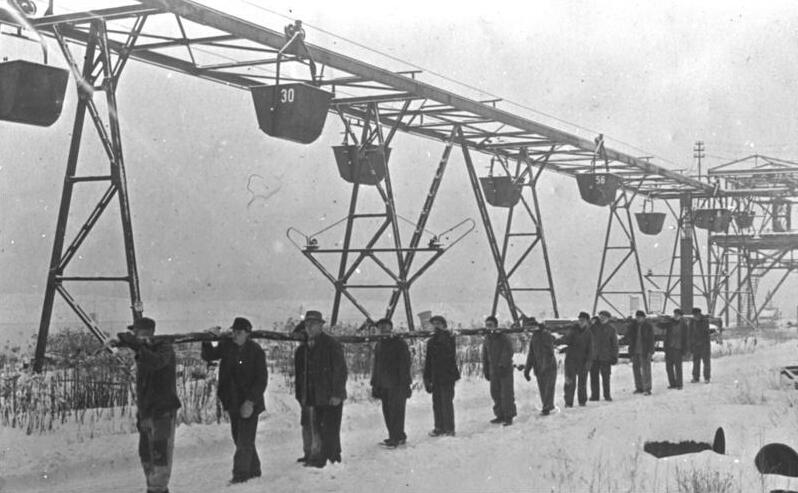
1941: ehemalige Anlage der I.G. Farbenwerke in Ludwigshafen
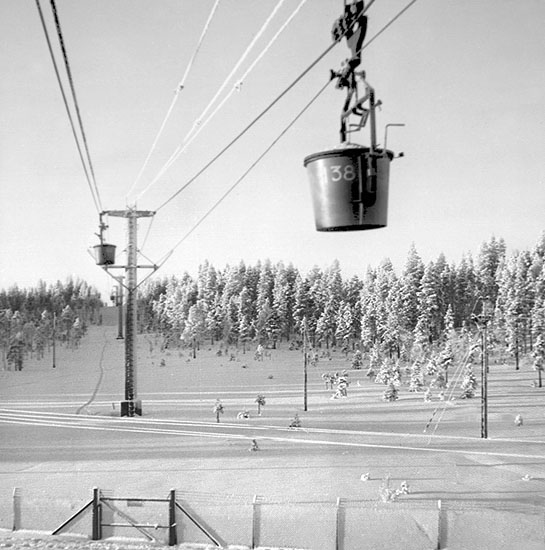
1943: ehemalige Linbanan Boliden–Kristineberg
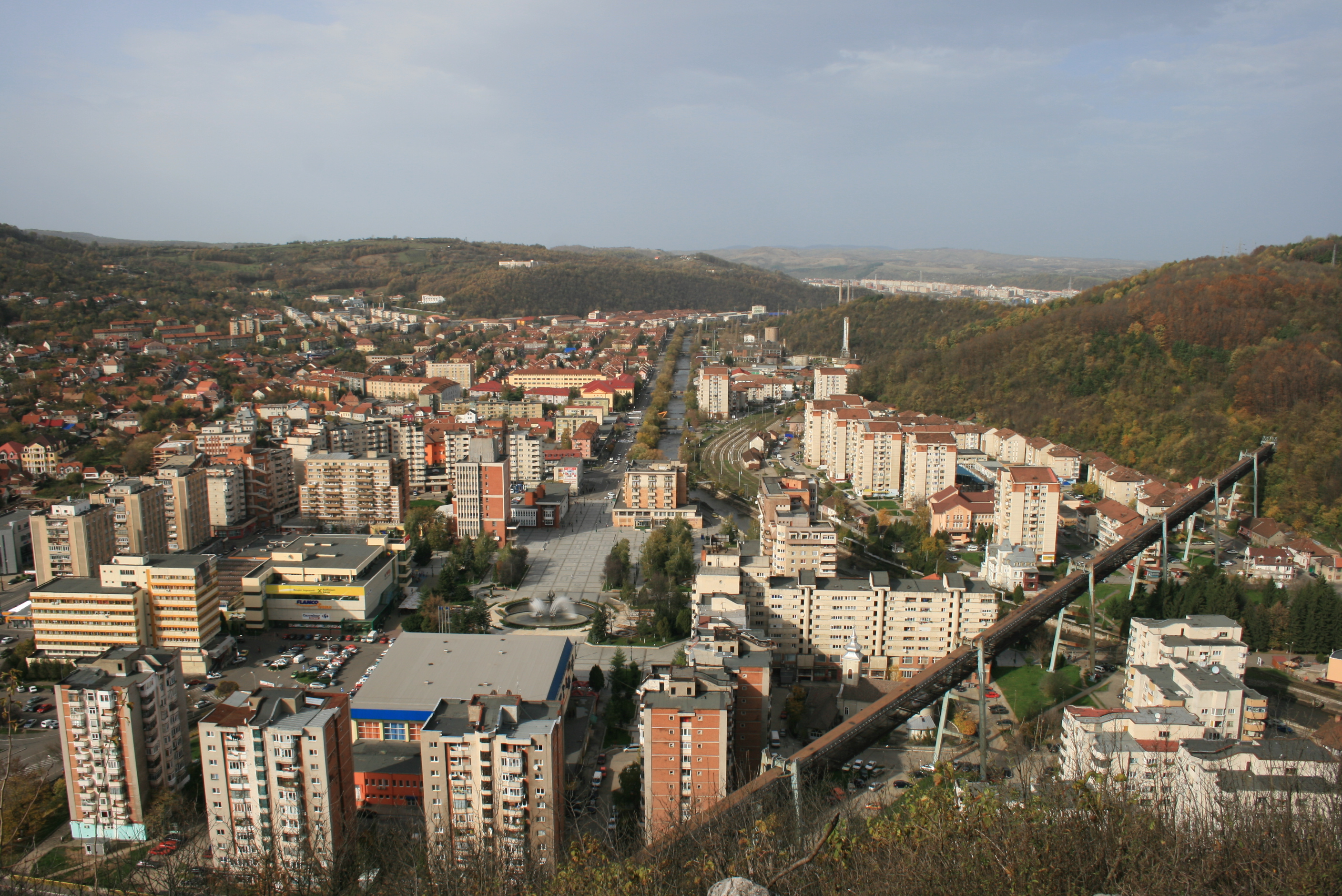
1963/64 erbaute Materialseilbahn Reșița in Rumänien
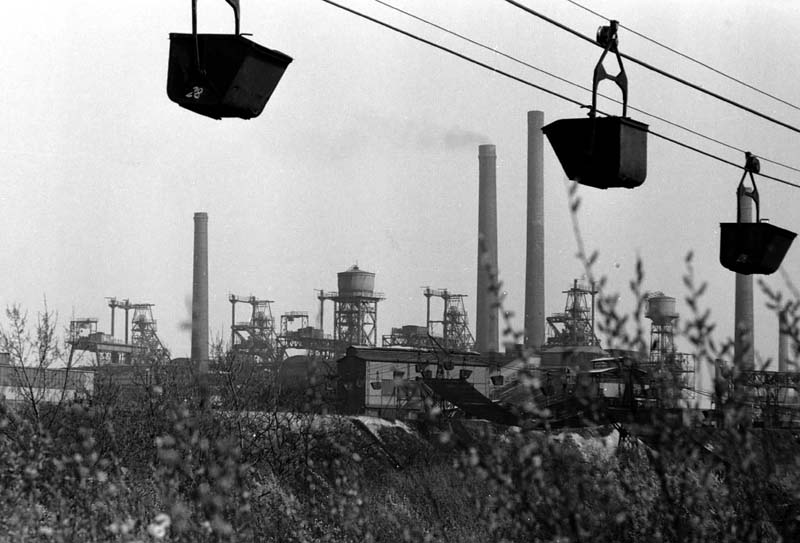
Materialseilbahn der Zeche Carolinenglück

## Verwendung
Materialseilbahnen werden gebaut:
- zum temporären Transport von Baumaterialien → Bauseilbahn
- zum temporären Transport für militärische Zwecke: Im Gebirgskrieg 1915–1918 wurden entlegene Stellungen mit Materialseilbahnen versorgt. Beim Rückzug der deutschen Wehrmacht 1943 vom Kuban-Brückenkopf soll ein Teil des Materials mit einer Materialseilbahn über die an der schmalsten Stelle etwa vier Kilometer breite Straße von Kertsch transportiert worden sein.
- zum Transport von Schüttgut → Lorenseilbahn
- zum Transport von Heu oder Holz → Seilwege und Holzseilbahn
- zum Abwurf von Sprengladungen zum Lawinenschutz → Lawinensprengbahn
- zur Versorgung im Gebirge: Dauerhaft errichtet, um abgelegene Bergbauernhöfe oder Schutzhütten zu versorgen. Oftmals stellen Materialseilbahnen den einzigen Zugang zu hoch gelegenen Höfen und Almen dar, wenn die Errichtung einer Zufahrtsstraße oder eines Zufahrtsweges zu aufwändig wäre. In diesen Fällen kann eine Materialseilbahn auch dem Personentransport für einen eingeschränkten Benutzerkreis (den Anwohnern) dienen.

## Arten

### Bauseilbahn

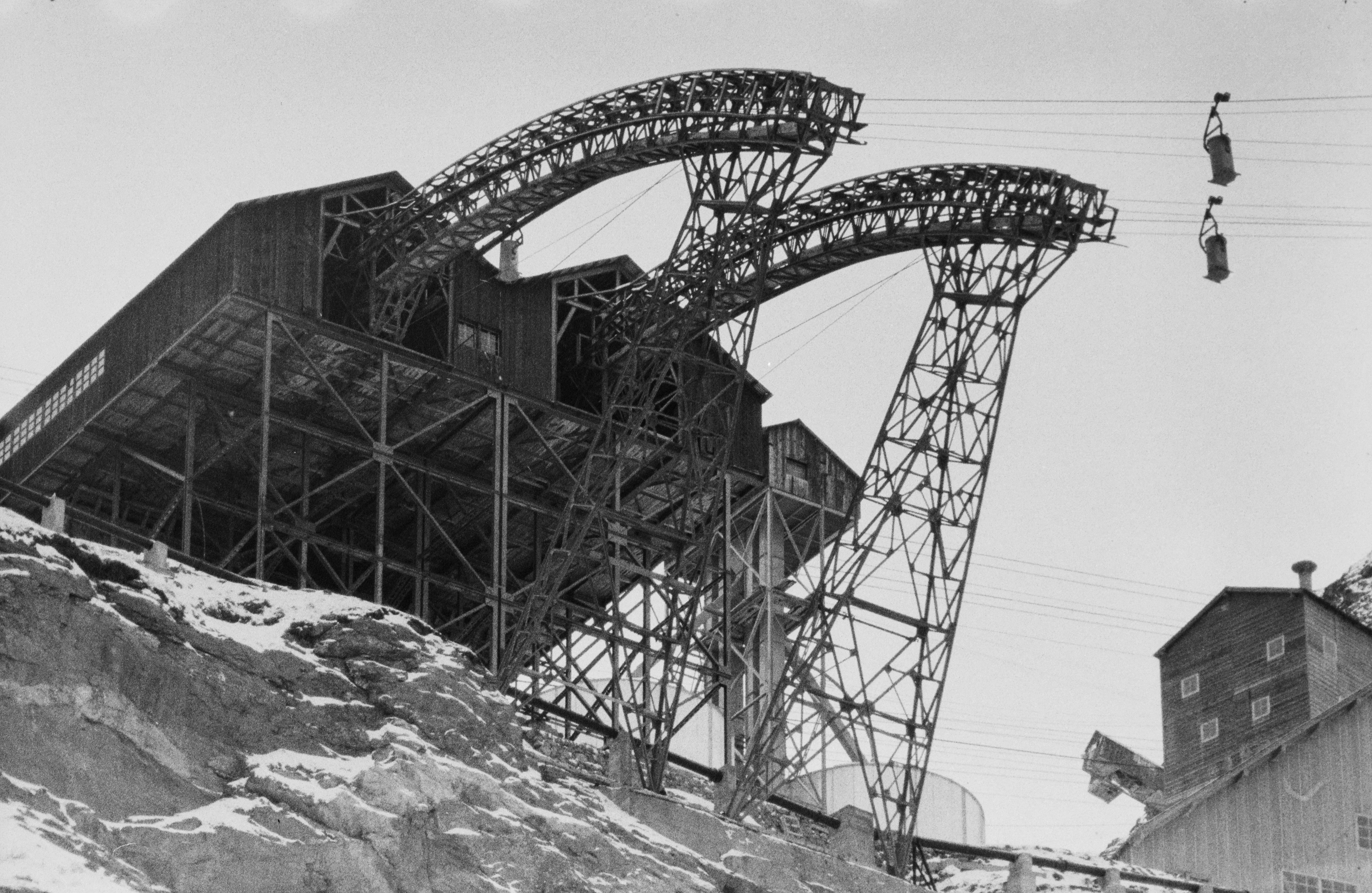
Materialseilbahn für Zement beim Bau der Grande-Dixence-Staumauer. Zwei parallele Seilbahnen beförderten Zementkübel, die auf speziellen Eisenbahnwagen angeliefert wurden.

Bauseilbahnen sind temporäre Materialseilbahnen, die vorübergehend errichtet werden, um Baustellen mit Baumaterialien (beispielsweise Fahrzeuge, Anlagen, Schotter, Zement) zu beliefern oder Bauschutt und dergleichen abzutransportieren. Eine Bauseilbahn nur für Schüttgut (Sand, Kies, Zement,…) kann in Form einer Lorenseilbahn ausgeführt sein.
Bauseilbahnen finden Verwendung v. a. im unzugänglichen Gelände (Hochgebirge,…) etwa beim Bau von Seilbahnen, Eisenbahnen, Sendemasten, Berghütten u. a. Auch Deiche beim Niederländischen Deltaplan-Projekt wurden mithilfe von Seilbahnen errichtet, wobei die Steine von den Seilbahnen direkt ins Meer geschüttet und so die Dämme aufgeschüttet wurden.
Das Bauprojekt „Linthal 2015“ der Kraftwerke Linth-Limmern ist derzeit das größte Schweizer Bauvorhaben im Energiebereich, bei der das größte Wasserkraftwerk der Schweiz entsteht. Dazu wurden zwei Bauseilbahnen gebaut, die eine Materiallast von bis zu 30 Tonnen, in Ausnahmefällen bis 40 Tonnen pro Gehänge tragen können.

### Lorenseilbahn

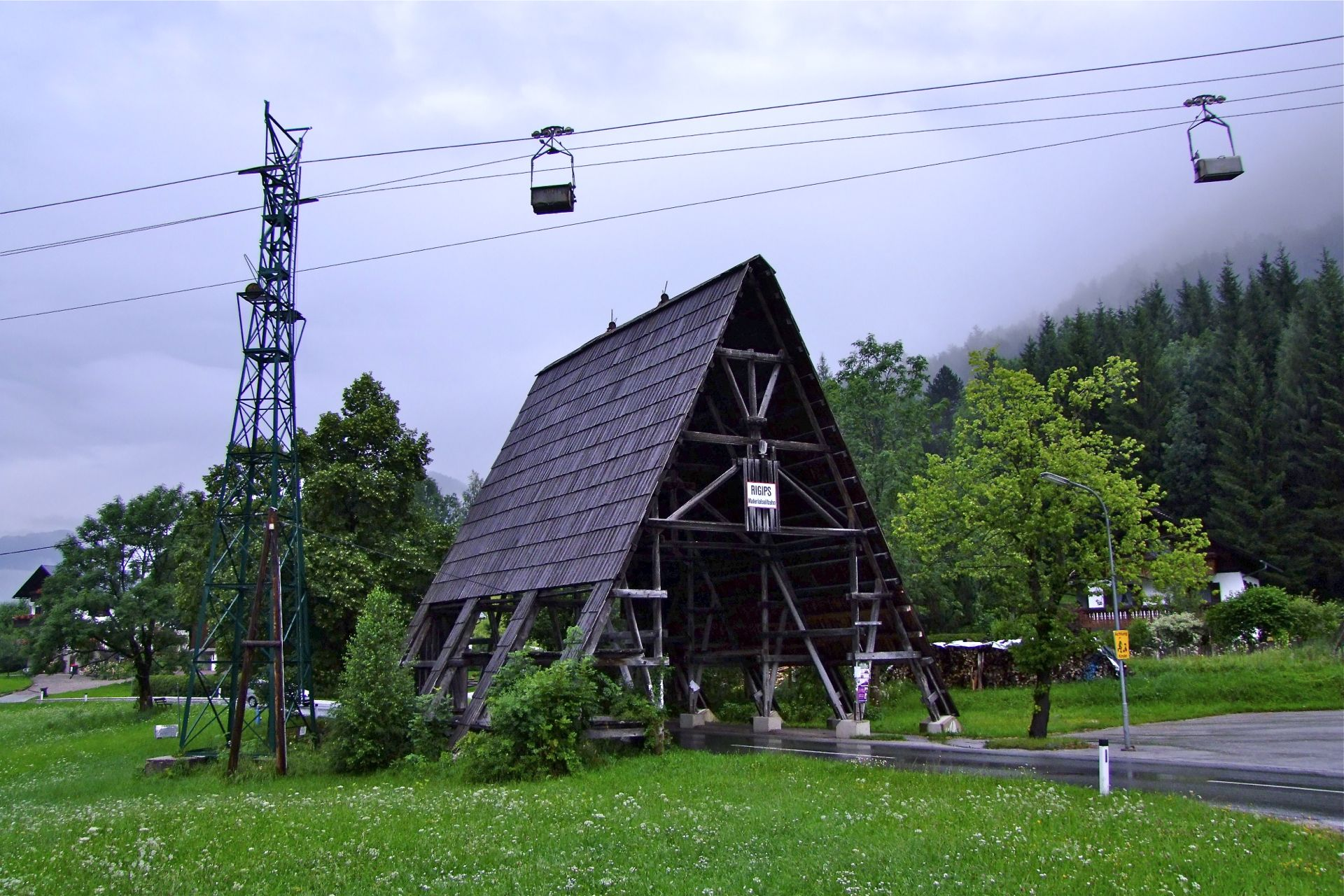
Schutzbau an einer Straßenüberkreuzung der Materialseilbahn Grundlsee

Lorenseilbahnen dienen vorrangig dazu, um Schüttgut (Rohstoffe wie etwa Erz oder Kohle), das an einer Lagerstätte abgebaut wird, zu einem weit entfernten Verlade- oder Verarbeitungsbetrieb zu befördern. Sie werden auch als Industrieseilbahnen bezeichnet. Mit ihnen werden teilweise erhebliche Entfernungen (bis zu 96 km, siehe Beispiele) über unwegsames und schwieriges Gelände überwunden. Durch sie wird der Einsatz von Straßentransportfahrzeugen vermieden oder es werden teilweise hohe Investitionen für den Bau von schienengebundenen Transportwegen gemindert. Eine Besonderheit von Lorenseilbahnen sind die Schutzbrücken über anderen Verkehrswegen. Sie sollen verhindern, dass umkippende oder abstürzende Loren größere Schäden anrichten. Die meisten Materialseilbahnen wurden in der ersten Hälfte des 20. Jahrhunderts in Ländern gebaut, die noch keine ausreichenden Verkehrswege hatten.

### Seilwege und Holzseilbahn

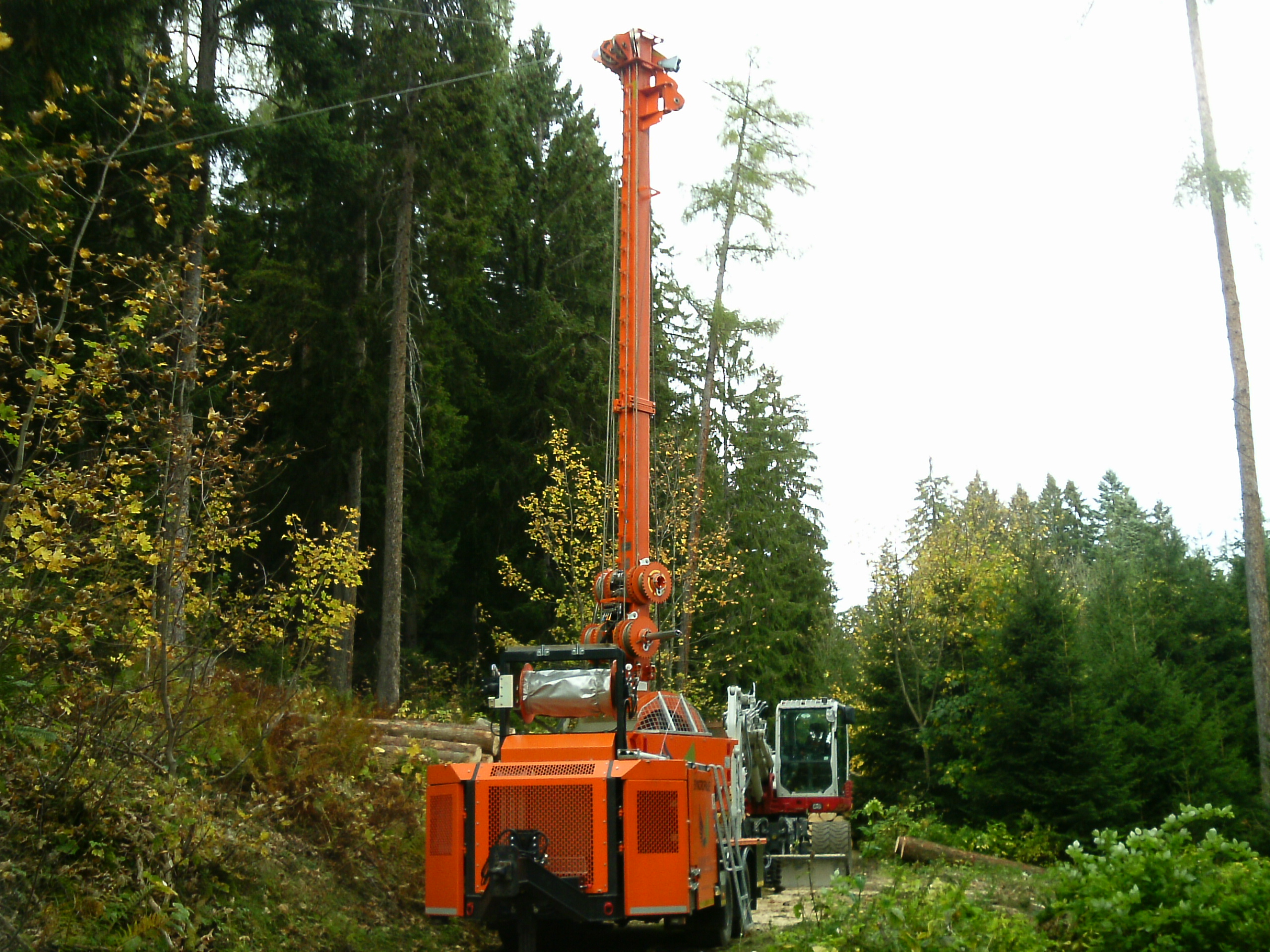
Mobile Seilbahnstation zum Abtransport gefällter Bäume. Der Mast wird an Bäumen der Umgebung abgespannt.

Seilwege dienen hauptsächlich der Heueinbringung im steilen Gelände und werden von Hand bedient. Dasselbe für Holz gilt für Holzseilbahnen.

### Lawinensprengbahn
Eine weitere Anwendung für Materialseilbahnen sind Lawinensprengseilbahnen, mit denen Sprengladungen zum künstlichen Auslösen von Lawinen an den gewünschten Ort befördert werden.

## Antrieb
Angetrieben werden Materialseilbahnen meist von einem Benzinmotor, Dieselmotor oder Elektromotor. Größere Materialseilbahnen sind meist als Zweiseilumlaufbahnen ausgelegt, mit einem Tragseil für jede Richtung und einem umlaufenden Zugseil, das die Loren bewegt. Viele kleine Bahnen bestehen aus einem einzelnen Tragseil, an dem die Last an einer Rolle hängt. Die Rolle wird entweder von oben mit einem Hilfsseil gezogen oder abgelassen, oder oben umgelenkt von unten mit einem Hilfsseil hochgezogen. Das Hilfsseil ist auf einer speziellen Stahlseil-Trommel aufgewickelt, die vom Motor gedreht wird. Besonders historisch, und wenn Güter nur in eine Richtung befördert werden mussten, wurden auch durch Gravitation angetriebene Seilbahnen eingesetzt. Die ökonomischen und ökologischen Vorteile im Betrieb liegen auf der Hand, jedoch bietet sich ein derartiges System nur in wenigen Fällen und an wenigen Standorten an.
Es gibt (speziell bei Holzseilbahnen, die nur vorübergehend aufgebaut sind) funkferngesteuerte, mit einem Verbrennungsmotor angetriebene Laufkatzen, deren Antriebsrollen fest an das Tragseil angepresst werden, und eine Seilwinde zum Heben und Senken der Last haben.

## Gefahr für Flugverkehr
In Gebirgsregionen gibt es, bedingt durch die Topografie, tausende von Materialseilbahnen. Diese Bahnen stellen ein großes Risiko für Luftfahrzeuge, insbesondere Helikopter und Hängegleiter dar.
Viele dieser Seile sind auf keiner Gefahrenkarte eingezeichnet und erhöhen daher das Kollisionsrisiko.

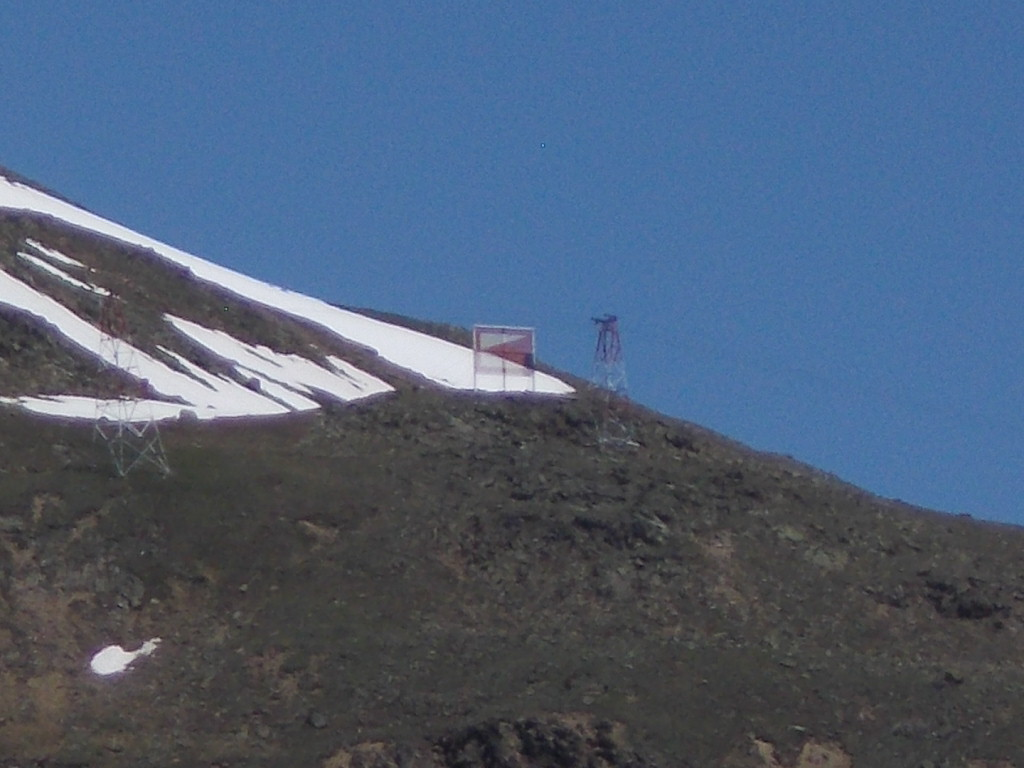
Warntafeln für Luftfahrzeugführer an einer exponiert verlaufenden Materialseilbahn (im Bild die Bahn aus dem Rofental zum Würzburger Haus)

In der Schweiz bietet die Schweizer Luftwaffe seit Jahren eine kostenlose Demontage nicht mehr benötigter Materialseilbahnen an, um das Risiko für zivile und militärische Luftfahrzeuge zu verringern.

## Beispiele

### Europa
- Die 450 m lange Autoseilbahn Bratislava transportiert im VW-Werk Bratislava Autos zur Einfahrstrecke.
- Die moderne, nur 1,8 km lange Materialseilbahn der Vicat-Zementfabrik überquert die Isère, eine Autobahn und verschiedene Straßen, um eine Zementfabrik mit Kalkstein zu versorgen.
- Eine 1,9 km lange, ab 1919 errichtete Materialseilbahn vom Wirtatobel zur Bregenzerwaldbahn beförderte täglich bis zu 40 Tonnen Kohle über eine Steigung von 140 Höhenmetern und ein anschließendes Gefälle von 330 Höhenmetern.[7]

- 1,9 km und eine Höhendifferenz von 880 m bewältigte die 1936 errichtete Materialseilbahn Fischunkelalm–Röth in Berchtesgaden im bayrischen Hagengebirge.

- Die 3,8 km lange Lorenseilbahn der Zementfabrik Lägern verband das Werksgelände in Oberehrendingen mit einer Verladestation in Niederweningen an der Wehntalbahn. Sie war nur von 1896 bis 1902 in Betrieb.

- Die Materialseilbahn Feldmoos–Chli Titlis diente von 1979 bis 1986 der Versorgung einer 1429,9 m höher gelegenen Baustelle. Sie hatte je ein Tragseil und Zugseil, um ein einziges Fahrzeug mit einem Gesamtgewicht von bis zu 3,8 t über eine gesamte Länge von 4675 m zu bewegen. Dabei wurde das längste je realisierte Spannfeld von 3467,1 m überquert.

- Die Agethorster Drahtseilbahn des Zementwerkes Alsen in der Nähe von Itzehoe, von der Leipziger Firma Adolf Bleichert & Co. um 1906 erbaut, war mit einer Länge von 13,5 km eine der längsten Industrieseilbahnen Europas. Sie blieb bis 1977 in Betrieb.

- Die rund 14 km lange Materialseilbahn Lukovac in Bosnien und Herzegowina ist seit 1956 in Betrieb. Sie transportiert bis zu 150 Tonnen Kalk pro Stunde vom Steinbruch Jaruške Gornje über einen Stausee nach Lukovac.[8]

- Die beiden 17 km langen Seilbahnen Savona–San Giuseppe in Italien sind seit 1912 bzw. 1937 in Betrieb. Sie können bis zu 420 Tonnen Material pro Stunde (meist Kohle) vom Hafen in Savona ins Hinterland transportieren. Die Anlage ist die derzeit längste in Betrieb stehende Seilbahn.

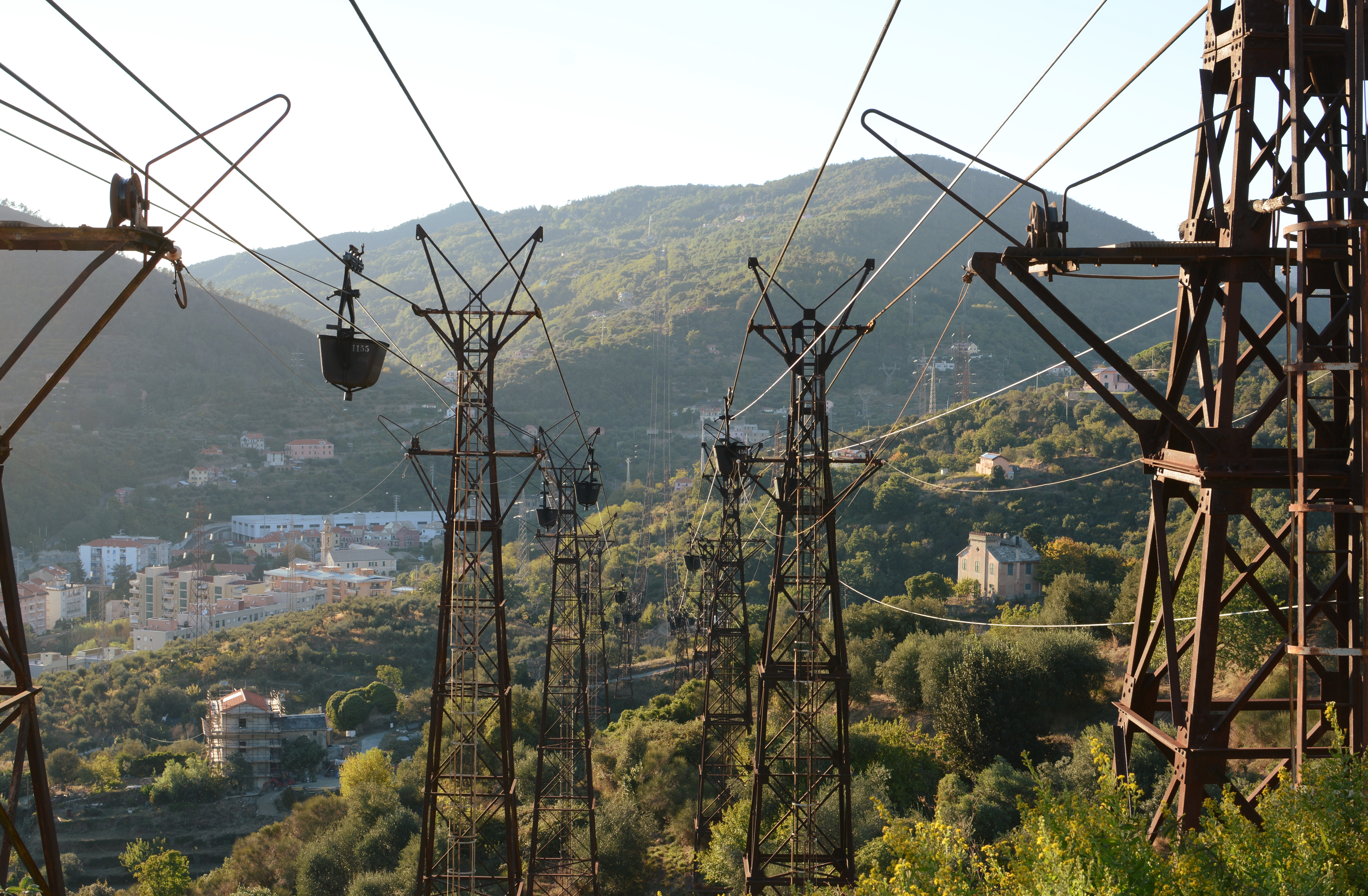
Die Seilbahnen Savona–San Giuseppe

- Die Drahtseilbahn der Stralsunder Zuckerfabrik überspannte eine geradlinige Strecke von 1200 m zwischen Zuckerfabrik am Süd-West-Ende des Frankenteichs und der Anlegebrücke an der Schwarzen Kuppe am Strelasund und wurde vom 18. Oktober 1892 bis etwa 1952 betrieben. Geliefert und montiert wurde diese Anlage von der Leipziger Firma Adolf Bleichert & Co für 63498,95 Mark.[9]

- Die 42 km lange Kalklinbanan transportierte von 1941 bis 1997 Kalksteine in Schweden und war zwei Jahre lang die längste Seilbahn der Welt.

- Die 96 Kilometer lange und von 1943 bis 1987 betriebene Linbanan Boliden–Kristineberg in Schweden diente dem Erztransport (Kupfer-, Blei-, Zink-, Silber- und Golderze) und war die längste Seilbahn der Welt.

### Afrika
- Die 75 Kilometer lange Massaua-Asmara-Seilbahn in Eritrea diente von 1938 bis 1941 der Versorgung der italienischen Armee und war zu ihrer Zeit die längste Seilbahn der Welt.

- Die 76 Kilometer lange COMILOG-Materialseilbahn transportierte von 1957 bis 1986 Manganerz von Moanda in Gabun nach Mbinda in der Republik Kongo.

- Die 20 km lange Materialseilbahn Bulembu–Barberton zwischen Swasiland und Südafrika diente von 1939 bis 2002 zum Transport von Asbest zum Bahnhof von Barberton und in die Gegenrichtung von Koks für ein Kraftwerk. Sie war die längste Seilbahn der Welt ohne Zwischenstation.

### Amerika
- Die 35 km lange Materialseilbahn Chilecito-La Mejicana in Argentinien diente ab 1905 zum Abtransport von Erz aus der Sierra de Famatina in über 4600 m Höhe und war zu ihrer Zeit die längste Seilbahn der Welt und bis zum Bau der Bahn am Aucanquilcha im Jahre 1938 auch die Seilbahn mit der höchsten Bergstation. Sie überwand einen Höhenunterschied von 3528 m, der bis heute nicht übertroffen wurde.

- Die 75 km lange Materialseilbahn Mariquita-Manizales in Kolumbien, die in den Jahren 1915 bis 1922 für den Transport von Kaffee erbaut wurde, war zu ihrer Zeit die längste Seilbahn der Welt.

- Die 1938 in Betrieb genommene Materialseilbahn zum Abtransport von Schwefel am Aucanquilcha in Chile war mit ihrer Talstation auf 3942 m und ihrer Bergstation auf 5874 m Höhe die höchste jemals betriebene Seilbahn.

- Die Lastseilbahn Black Angel in der grönländischen Bergbausiedlung Maamorilik war ab dem 15. August 1973 in Betrieb und fuhr bis zur Schließung der Mine im Jahr 1990.